# Grégory Lacombe
Grégory Lacombe (Albi, 11 januari 1982) is een Franse voetballer (middenvelder) die sinds 2007 voor de Franse eersteklasser Montpellier HSC uitkomt. Voordien speelde hij onder meer voor AS Monaco en AC Ajaccio.